# Gempenach
Gempenach (former tên tiếng Pháp: Champagny) là một đô thị trong huyện See thuộc bang Fribourg ở Thụy Sĩ.